# Nguyễn Tâm Hùng
Nguyễn Tâm Hùng (sinh ngày 4 tháng 6 năm 1969) là sĩ quan Quân đội nhân dân Việt Nam. Ông mang quân hàm Đại tá, hiện là Đại biểu Quốc hội khóa XV từ Bà Rịa – Vũng Tàu. Ông từng là Ủy viên Ban Thường vụ Tỉnh ủy, Phó Bí thư Đảng ủy Quân sự, Chỉ huy trưởng Bộ Chỉ huy Quân sự tỉnh Bà Rịa – Vũng Tàu.
Nguyễn Tâm Hùng là đảng viên Đảng Cộng sản Việt Nam, học vị Cử nhân Quân sự, Cao cấp lý luận chính trị. Ông có hơn 30 năm sự nghiệp quân ngũ, đa phần phục vụ ở Bà Rịa – Vũng Tàu.

## Xuất thân và giáo dục
Nguyễn Tâm Hùng sinh ngày 4 tháng 6 năm 1969 tại phường Tam Thuận, quận Thanh Khê, thành phố Đà Nẵng. Ông lớn lên và tốt nghiệp phổ thông ở Đà Nẵng, nhập ngũ Quân đội nhân dân Việt Nam vào tháng 9 năm 1987, là Hạ sỹ, Học viên Trường Sĩ quan Lục quân 2, nay là Trường Đại học Nguyễn Huệ, rồi tốt nghiệp Cử nhân Quân sự. Ông học các khóa đào tạo sĩ quan tại Học viện Lục quân gồm học viên đào tạo ngắn cấp Trung đoàn từ tháng 2 năm 2004 đến tháng 8 năm 2004, là học viên hoàn thiện quân sự địa phương cấp Trung đoàn trong giai đoạn tháng 2–9 năm 2012, hoàn chỉnh cao cấp lý luận chính trị từ tháng 12 năm 2018 đến tháng 4 năm 2019. Ông cũng học 1 khóa học viên đào tạo ngắn quân sự địa phương cấp chiến dịch – chiến lược giai đoạn tháng 2–7 năm 2016 tại Học viện Quốc phòng. Ông được kết nạp Đảng Cộng sản Việt Nam vào ngày 24 tháng 8 năm 1990 tại trường Lục quân 2, trở thành đảng viên chính thức sau đó 1 năm.

## Sự nghiệp
Tháng 8 năm 1990, sau khi tốt nghiệp Trường Sĩ quan Lục quân 2, ông nhận quân hàm Thiếu úy, được điều về Quân khu 7, về Bộ Chỉ huy Quân sự tỉnh Bà Rịa – Vũng Tàu để công tác với vị trí Trung đội trưởng của Đại đội 45, Phòng Tham mưu. Sang tháng 3 năm 1992, ông là Trung úy, Trợ lý Quân báo – Trinh sát của Phòng Tham mưu, thăng lên Thượng úy sau đó 4 năm. Tháng 2 năm 1998, ông là Đại úy, chuyển vị trí là Trợ lý Tác huấn của Phòng Tham mưu, đến tháng 2 năm 2004 thì là Thiếu tá, đi học khóa ngắn hạn, trở tại vào tháng 9 năm 2004. Tháng 11 năm này, ông là Trung tá, được điều về thành phố Vũng Tàu, nhậm chức Bí thư Chi bộ, Phó Tham mưu trưởng Ban Chỉ huy Quân sự thành phố Vũng Tàu. Công tác ở thành phố này 2 năm cho đến tháng 10 năm 2006, ông trở lại tỉnh, là Ủy viên Đảng ủy Phòng Tham mưu, Trưởng ban Tác huấn. Vào tháng 11 năm 2009, ông được điều tới thành phố tỉnh lỵ Bà Rịa, là Ủy viên Đảng ủy Quân sự thành phố, Phó Chỉ huy trưởng kiêm Tham mưu trưởng Ban Chỉ huy Quân sự thành phố Bà Rịa, rồi thăng lên Thượng tá, Chỉ huy trưởng, đồng thời được bầu bổ sung vào Ban Thường vụ Thành ủy Bà Rịa từ tháng 2 năm 2010.
Tháng 10 năm 2013, Nguyễn Tâm Hùng được bổ nhiệm làm Phó Tham mưu trưởng Bộ Chỉ huy Quân sự tỉnh, được bầu vào Đảng ủy Quân sự tỉnh, bổ nhiệm làm Phó Chỉ huy trưởng Bộ Chỉ huy Quân sự tỉnh từ tháng 3 năm 2014. Vào tháng 8 năm này, ông được thăng quân hàm Đại tá, là Ủy viên Ban Thường vụ Đảng ủy Quân sự tỉnh, là Phó Chỉ huy trưởng kiêm Tham mưu trưởng. Ông giữ vị trí cấp phó trong 7 năm cho đến ngày 16 tháng 3 năm 2021 thì được bổ nhiệm làm Chỉ huy trưởng Bộ Chỉ huy Quân sự tỉnh, đồng thời được bầu bổ sung vào Ban Thường vụ Tỉnh ủy Bà Rịa – Vũng Tàu, Phó Bí thư Đảng ủy Quân sự tỉnh. Trong năm này, với sự giới thiệu của Bộ Tư lệnh Quân khu 7, ông tham gia ứng cử đại biểu Quốc hội từ Bà Rịa – Vũng Tàu, tại đơn vị bầu cử số 1 gồm thành phố Vũng Tàu và các huyện Long Điền, Đất Đỏ, Côn Đảo, rồi trúng cử Đại biểu Quốc hội khóa XV với tỷ lệ 70,38%. Vào ngày 19 tháng 10 năm 2022, ông nghỉ hưu theo chế độ ở tuổi 53, bàn giao các chức vụ cho Đại tá Lê Xuân Bình.

## Khen thưởng
- Huy chương Quân kỳ quyết thắng;
- Huân chương Chiến sĩ vẻ vang I, II, III;

## Lịch sử thụ phong quân hàm
| Quân hàm | Đại tá |  |  |  |  |  |  |  |  |  |  |
| Cấp bậc  | Đại tá |  |  |  |  |  |  |  |  |  |  |
|          |        |  |  |  |  |  |  |  |  |  |  |